# Placentonema gigantissima
Placentonema gigantissima es una especie perteneciente al filo Nematoda, que parasita la placenta del cachalote (Physeter macrocephalus). Es la especie de nematodo más larga hasta la fecha descrita, con una longitud que puede superar los 8 metros. La especie fue descubierta por el científico ruso Nikolai Michailowitsch Gubanow en 1951 en las Islas Kuriles.